# Philodendron leyvae
Philodendron leyvae là một loài thực vật có hoa trong họ Ráy (Araceae). Loài này được García-Barr. miêu tả khoa học đầu tiên năm 1962.